# Mr. Iguana
Santiago Ibarra Calderón (né le 20 juillet 1988) est un catcheur mexicain connu sous le nom de ring de Mr Iguana. Il travaille pour la Lucha Libre AAA Worldwide (AAA),,.

## Jeunesse
Santiago Ibarra Calderón étudie la communication dans une université et il y obtient une licence dans ce domaine.

## Carrière
Mr. Iguana a fait ses débuts sur le circuit de catch indépendant au Mexique en 2009 et a fait sa première apparition à la CMLL le 11 octobre 2015.
À la suite de l'acquisition de Lucha Libre AAA par la WWE, Mr. Iguana a été annoncé pour l'événement conjoint Worlds Collide, faisant équipe avec Octagón Jr., Aero Star pour affronter Latino World Order ( Dragon Lee et Cruz Del Toro ) et Lince Dorado, qu'ils ont vaincu lors de l'événement,.

## Championnats
- Lucha Libre AAA Worldwide
  - AAA World Tag Team Championship (1 fois, actuellement avec La Hiedra)